# Franco Cribiori
Franco Cribiori (Milano, 28 settembre 1939) è un ex ciclista su strada, pistard e dirigente sportivo italiano, vincitore di una Milano-Torino.
Professionista dal 1960 al 1968, in seguito fu direttore sportivo fino al 1989.

## Carriera
Professionista dal 1960 al 1968, ottenne importanti risultati specialmente nelle classiche italiane: nel 1962 vinse la Coppa Placci, nel 1963 la Milano-Torino, nel 1964 il Giro dell'Appennino. Nel 1962 fu peraltro secondo dietro Guido De Rosso al Tour de Romandie e fece suo il Trofeo Cougnet. Indossò per quattro volte la maglia azzurra e ai mondiali ottenne due decimi posti e un ottavo posto, rischiò di finire sul podio al mondiale di Ronse nel 1963, mondiale che divenne celebre per la sconfitta di Van Looy ad opera del compagno Benoni Beheyt.
A soli 29 anni decise di smettere e sceso di sella fu per ventun anni direttore sportivo di squadre professionistiche italiane; molti lo considerano uno dei più grandi DS italiani con Alfredo Martini, Giorgio Albani e Luciano Pezzi. A differenza di Ferretti, Cribiori non è mai stato un sergente di ferro, ma è sempre stato noto per la sua schiettezza, che gli ha permesso di diventare anche un ottimo opinionista. Diresse numerose squadre: la Dreher, la Brooklyn, la Magniflex-Olmo e l'Atala. Ebbe l'onore di guidare corridori quali Roger de Vlaeminck che vinse le sue quattro Parigi/Roubaix con Franco Cribiori in ammiraglia, Patrick Sercu il re delle sei giorni, Johan De Muynck che vinse il Romandia con Franco Cribiori in ammiraglia, Pierino Gavazzi che vinse una Milano - San Remo grazie ad un'intuizione di Cribiori che gli disse: "se il tutto terminerà con volatone il tuo punto di riferimento dovrà essere Moser". Guidò anche il primo Gianni Bugno.
Franco Cribiori è stato anche opinionista su Eurosport Italia, oltre ad aver collaborato nella regia del Giro d'Italia quando era trasmesso da Mediaset. Tiene una rubrica su Bicisport, un giornale del settore.

## Palmarès
- 1960 (Legnano, una vittoria)

Coppa San Geo
- 1962 (San Pellegrino Sport, una vittoria)

Coppa Placci
- 1963 (Gazzola, due vittorie)

Milano-Torino
Gran Premio Gi-Car-Faenza
- 1964 (Gazzola, quattro vittorie)

3ª tappa Giro di Sardegna (Cagliari > Nuoro)
Giro dell'Appennino
Giro del Ticino
Circuito di Novi Ligure
- 1965 (Ignis, una vittoria)

Giro delle Tre Province - Camucia
- 1966 (Vittadello, una vittoria)

Gran Premio Montelupo

### Altri successi
- 1962 (San Pellegrino Sport)

Classifica generale Trofeo Cougnet

## Piazzamenti

### Grandi giri
- Giro d'Italia

1961: ritirato
1962: ritirato
1963: 12º
1964: 25º
1965: 26º

### Classiche monumento
- Milano-Sanremo

1961: 51º
1962: 56º
1963: 71º
1965: 7º
1966: 39º
- Parigi-Roubaix

1964: 51º
1965: 25º
- Liegi-Bastogne-Liegi

1965: 25º
- Giro di Lombardia

1960: 33º
1962: 12º
1964: 10º
1968: 22º

### Competizioni mondiali
- Campionati del mondo su strada

Salò 1962 - In linea: 10º
Ronse 1963 - In linea: 8º
Sallanches 1964 - In linea: 10º
Lasarte-Oria 1965 - In linea: 26º